# Challenger de Río de Janeiro 2012
El torneo Peugeot Tennis Cup 2012 es un torneo profesional de tenis. Pertenece al ATP Challenger Series 2012. Se juega su 1ª edición sobre superficie de tierra batida, en Río de Janeiro, Brasil entre el 15 y el 21 de octubre.

## Cabezas de serie

### Individuales
| Tenista               | Ranking | No. |
| Rubén Ramírez Hidalgo | 92      | 1   |
| João Sousa            | 102     | 2   |
| Adrian Ungur          | 118     | 3   |
| Guido Pella           | 126     | 4   |
| Thiago Alves          | 127     | 5   |
| João Souza            | 131     | 6   |
| Wayne Odesnik         | 137     | 7   |
| Frederico Gil         | 138     | 8   |

- Se toma en cuenta el ranking ATP del día 8 de octubre de 2012.

## Campeones

### Individual Masculino
- Gastão Elias derrotó en la final a  Boris Pašanski por 6–3, 7–5.

### Dobles Masculino
- Marcelo Demoliner /  João Souza derrotaron en la final a  Frederico Gil /  Pedro Sousa, 6–2, 6–4